# Ciurea
Ciurea es una comuna ubicada en el distrito de Iași, Rumania.

## Superficie
Cuenta con una superficie de 50,29 kilómetros cuadrados.

## Demografía
Hasta 2021 la población era de 17 254 habitantes, con una densidad de población de 343,1 habitantes por kilómetro cuadrado.